# Майборода, Георгий Илларионович
Георгий Илларионович Ма́йборода (укр. Георгій Iларіонович Майборода; 1913—1992) — советский, украинский композитор, дирижёр, педагог. Народный артист СССР (1960).

## Биография
Георгий Майборода родился 18 ноября (1 декабря) 1913 года на хуторе Пелеховщина (ныне в Кременчугском районе, Полтавской области Украины) в крестьянской семье.
В детстве увлекался игрой на народных инструментах.
После окончания Кременчугского индустриального техникума в 1932 году уехал на Днепрострой, где в течение нескольких лет участвовал в музыкальной самодеятельности, пел в капелле «Днепрострой». Там же возникли первые попытки самостоятельного творчества.
В 1936 году окончил Киевское музыкальное училище (ныне Киевский институт музыки имени Глиэра), в 1941 — Киевскую консерваторию им. П. Чайковского (ныне Национальная музыкальная академия Украины имени П. И. Чайковского) по классу композиции Л. Н. Ревуцкого, в 1949 — аспирантуру консерватории.
Участник Великой Отечественной войны. С лета 1941 года находился в немецком плену, прошёл концлагерь, работал на заводе. Освобождён РККА 28 января 1945 года. Воевал.
В 1952—1958 годах и с 1975 года — преподаватель Киевской консерватории музыкально-теоретических дисциплин.
В 50-х годах выступал и как дирижёр, исполнитель собственных произведений.
Член международного Генделевского комитета.
В 1962—1967 — секретарь, в 1967—1969 годах — председатель правления Союза композиторов Украины, в 1962—1969 годах — секретарь Союза композиторов СССР.
Депутат Верховного Совета Украинской ССР 7—9 созывов.
Георгий Майборода умер 6 декабря 1992 года в Киеве. Похоронен на Байковом кладбище.

### Семья
- Брат — Платон Илларионович Майборода (1918—1989), композитор, педагог. Народный артист СССР (1979).
- Сын — Роман Георгиевич Майборода (1943—2018), оперный певец (баритон). Народный артист Украинской ССР (1989).

## Награды и звания
- Заслуженный деятель искусств Украинской ССР (1957)
- Народный артист СССР (1960)
- Государственная премия Украинской ССР им. Т. Шевченко (1963) — за оперу «Арсенал» (1960)
- Республиканская премия им. Н. В. Лысенко (1984)
- Орден Ленина (1971)
- Орден Трудового Красного Знамени (1963)
- Орден Дружбы народов (1973) — за заслуги в развитии советского музыкального искусства и в связи с шестидесятилетием со дня рождения[3]
- Орден Отечественной войны II степени (1985)
- Медаль «За боевые заслуги» (1945)
- Медаль «За освобождение Праги»
- Медаль «За победу над Германией в Великой Отечественной войне 1941—1945 гг.»
- Медаль «В память 1500-летия Киева»

## Творчество

### Сочинения
Оперы
- «Милана» (1957)
- «Арсенал» (1960)
- «Тарас Шевченко» (1964)
- «Ярослав Мудрый» (1973)

Оркестровые сочинения
- 4 Симфонии (I (1940, 2-я ред. 1974), II (1952, 2-я ред. 1966), III («Весняна», 1976), IV («Осіння», 1986))
- Симфоническая поэма «Лилея» (1939, по мотивам Т. Шевченко)
- Симфоническая поэма «Каменярі» (1941, по И. Франко)
- «Гуцульская рапсодия» (1949)
- Сюита из музыки к трагедии У. Шекспира «Король Лир» (1959)
- Торжественная увертюра (1985)
- Симфонические вариации (для виолончели с оркестром, 1987)

Концерты
- Концерт для голоса с оркестром (1969)
- Концерт для скрипки с оркестром (1977)

Вокально-симфонические сочинения
- Кантата «Дружба народов» (для солистов, хора и оркестра; сл. М. Рыльского и А. Новицкого, 1948)
- Вокально-симфоническая поэма «Запорожцы» (сл. А. Забашты, 1954)
- Концертный триптих (для голоса и оркестра, 1969)

Другие сочинения
- Хоры (30 хоров без сопровождения на стихи советских поэтов, в том числе пять хоров-прелюдий на слова М. Рыльского (в том числе «Неначе сон», «На білу гречку впали роси») (1964), восемь хоров-прелюдий на слова В. Сосюры (в том числе «Дощ», 1965), Д. Павлычко)
- Романсы (св. 50, на сл. А. Пушкина, Т. Шевченко («Дума», 1939), Л. Украинки («Весна іде», 1948), И. Франко («Розвійтеся з вітром», 1939), А. Мицкевича, В. Сосюры («Троянда», 1953), П. Тычины («Гаи шумят»), А. Малышко («Запливай же, роженько весела»), Т. Масенко, С. Щипачева, В. Симоненко, A. Ющенко и др.)
- Вокальний цикл «Песни прощания»
- Песни (в том числе для детей)
- 20 свободных обработок украинских народных песен для голоса и фортепиано (1969)
- Редакция и оркестровка (совм. с Л. Н. Ревуцким) концертов для фортепиано и для скрипки.
- Музыка к кинофильмам, драматическим спектаклям и радиопостановкам

### Фильмография
- 1957 — Если бы камни говорили…
- 1959 — Солдатка
- 1959 — Таврия
- 1967 — Театр и поклонники
- 1968 — Ошибка Оноре де Бальзака
- 1970 — Семья Коцюбинских
- 1971 — Нина
- 1972 — Длинная дорога в короткий день

## Память
- Композитору посвящён фильм Л. Михалевич «Георгий Майборода» (1982)
- В 1995 году в Киеве, на улице Михаила Грушевского, 16, Г. Майбороде установлена бронзовая мемориальная доска (скульптор А. П. Скобликов).